# Linchamiento de Aaron y Anthony (Arkansas, 1856)
Aaron, Anthony y Randall fueron tres hombres negros esclavos que murieron ahorcados, los dos primeros por una turba racista y Randall tras ser sentenciado por un jurado enteramente blanco. Aaron y Anthony fueron linchados en 1856 en el condado de Washington, Arkansas, tras ser acusados de un asesinato y liberados por el tribunal, uno por haber probado su inocencia y el otro por falta de pruebas. Randall fue ahorcado por ese crimen. Una historia oral sobre los hechos relata que el blanco que fue asesinado, el esclavista James Boone, había violado a una mujer negra que lo mató en defensa propia, y que en represalia la familia de Boone culpó a los tres hombres.
Aaron y Anthony, que eran esclavos del propio James Boone (en Richland Township, cerca de Elkins, Arkansas), fueron acusados de su asesinato. Ambos hombres fueron juzgados el 7 de julio de 1856 en el juzgado del condado de Washington. Se demostró que Anthony era inocente y no se encontraron pruebas para condenar a Aaron. Pero una turba blanca los secuestró en el juzgado y los linchó. Más tarde, el 1 de agosto, Randall, otro negro esclavo, que había sido declarado culpable de ese asesinato por un jurado exclusivamente blanco, fue ahorcado, posiblemente, en el Cementerio Nacional de Fayetteville. Una historia oral, descubierta por un historiador del condado de Washington, afirma que «el 29 de mayo de 1856, James Boone intentó violar a una mujer negra esclava, quien lo agredió mortalmente en defensa propia. La familia Boone acusó entonces a Aaron, Anthony y Randall de la muerte de Boone».
El 15 de mayo de 2021 se colocó un monumento histórico en conmemoración del linchamiento, como resultado de una asociación entre el Washington County Community Remembrance Project y el Equal Justice Initiative de Montgomery, Alabama.